# (54520) 2000 PJ30
(54520) 2000 PJ30 est un objet transneptunien considéré comme centaure, d'environ 130 km de diamètre.